# Hot Summer Night (Oh La La La)
Singles de David Tavaré featuring 2 Eivissa
Summerlove
(2006) Call Me Baby (If You Don't Know My Name)
(2008)
Pistes de La Vida Viene Y Va
Call Me Baby (If You Don't Know My Name)
(2)
Hot Summer Night (Oh La La La) est une chanson du chanteur espagnol David Tavaré featuring 2 Eivissa (le sample de la voix de 2 Eivissa crédite le titre Oh La La La.  La version originale de Hot Summer Night est une chanson de Luigi Ricco de Team 33, qui a produit avec Ambrogio Crotti la version de David Tavaré. Le single se classe numéro 2 en Espagne en juillet 2007, l'année d'après le single se classe numéro 2 en France.

## Liste des pistes
CD single
1. Hot Summer Night (Oh La La La) (radio) — 3:10
2. Hot Summer Night (Oh La La La) (extended) — 5:14
3. Hot Summer Night (Oh La La La) (33rmxUK) — 3:54
4. Hot Summer Night (Oh La La La) (video) — 3:06

CD maxi
1. Hot Summer Night (Oh La La La) (radio mix) — 3:06
2. Hot Summer Night (Oh La La La) (Latin mix) — 3:06
3. Hot Summer Night (Oh La La La) (extended mix) — 5:10
4. Hot Summer Night (Oh La La La) (video)

12" maxi
1. Hot Summer Night (Oh La La La) (radio mix) — 3:06
2. Hot Summer Night (Oh La La La) (Latin mix) — 3:06
3. Hot Summer Night (Oh La La La) (extended mix) — 5:10

Téléchargement digital
1. Hot Summer Night (Oh La La La) (radio) — 3:10
2. Hot Summer Night (Oh La La La) (extended) — 5:14
3. Hot Summer Night (Oh La La La) (33rmxUK) — 3:54
4. Hot Summer Night (Oh La La La) (video) — 3:06

## Classement par pays
| Classement (2007)                       | Meilleure position |
| --------------------------------------- | ------------------ |
| Espagne Classement single               | 2                  |
| Classement (2008)                       | Meilleure position |
| Belgique (Wallonie Ultratop 50 Singles) | 2                  |
| France Classement digital               | 3                  |
| France (SNEP)                           | 2                  |
| France (Club 40)                        | 2                  |

| Classement de fin d'année (2008) | Position |
| -------------------------------- | -------- |
| Europe Eurochart Hot 100         | 57       |
| France Classement Airplay        | 43       |
| France Classement digital        | 40       |
| France Classement single         | 6        |